# Setaphora aokii
Setaphora aokii är en kräftdjursart som beskrevs av Nunomura 1986. Setaphora aokii ingår i släktet Setaphora och familjen Philosciidae. Inga underarter finns listade i Catalogue of Life.